# 8189 Naruke
8189 Naruke è un asteroide della fascia principale. Scoperto nel 1992, presenta un'orbita caratterizzata da un semiasse maggiore pari a 3,1390981 UA e da un'eccentricità di 0,1545872, inclinata di 1,78018° rispetto all'eclittica.